# Amizó (ciutat)
Amizó (grec antic: Ἀμυζών, ῶνος; llatí: Amyzōn) a Cària (actual Mazin, província d'Aydın entre els pobles d'Akmescit i Gaffarlar, a la costa egea de Turquia) va ser una ciutat antiga 30 km al sud de l'actual Koçarlı.

## Història
La ciutat estava a l'aliança atenesa l'any 405 aC.
Sota els selèucides, Amizó va ser una de les ciutats de la Lliga Crisaoriana de ciutats càries que va durar almenys fins al 203 aC, quan Antíoc III va confirmar els privilegis d'Amizó. La Lliga tenia una forma de ciutadania recíproca per la qual un ciutadà d'una ciutat membre tenia dret a certs drets i privilegis a qualsevol altra ciutat membre.
La ciutat va ser desdenyada per Estrabó com un simple peripòlion (‘suburbi’ o ‘ciutat’) d'Alabanda; Amizó va ser esmentada per Plini, Ptolemeu i Hièrocles. En les guerres entre els successors d'Alexandre, al segle iii aC, la ciutat es va aliar amb el poder que representava una amenaça menys imminent, primer amb els ptolemeus, després amb els selèucides. A la segona ciutat va concloure una aliança amb Heraclea sota Latmos. En una ocasió va enviar una delegació a l'oracle d'Apol·lo a Claros. Les poques monedes que s'identifiquen com a monedes de la moneda d'Amizó són hel·lenístiques i romanes imperials.

## Runes
Un tram de la muralla de la ciutat fa 6 m d'alçada (de fet, el mur de terrassa del santuari); al seu interior hi ha uns quants edificis en ruïnes i no identificables, així com una filera d'una dotzena de grans cambres subterrànies amb volta, aparentment magatzems. També hi ha estructures romanes d'Orient. Fora de la ciutat, una sèrie de terrasses en ruïnes marquen el lloc del temple dòric d'Àrtemis, que data de l'època dels hecatòmnides: s'ha trobat un bloc d'arquitrau amb una dedicatòria d'Idrieu. Abunden moltes altres inscripcions.
Amizó va ser excavada per Louis Robert. Amizó va ser esmentat a les llistes romanes d'Orient de bisbes. Ja no és una diòcesi residencial, és avui catalogada per l'Església catòlica com a seu titular.

## Bisbat
Amizó és una seu titular a la província de Cària; un sufragani d'Estauròpolis. Era veí del bisbat d'Alinda.

### Els bisbes antics

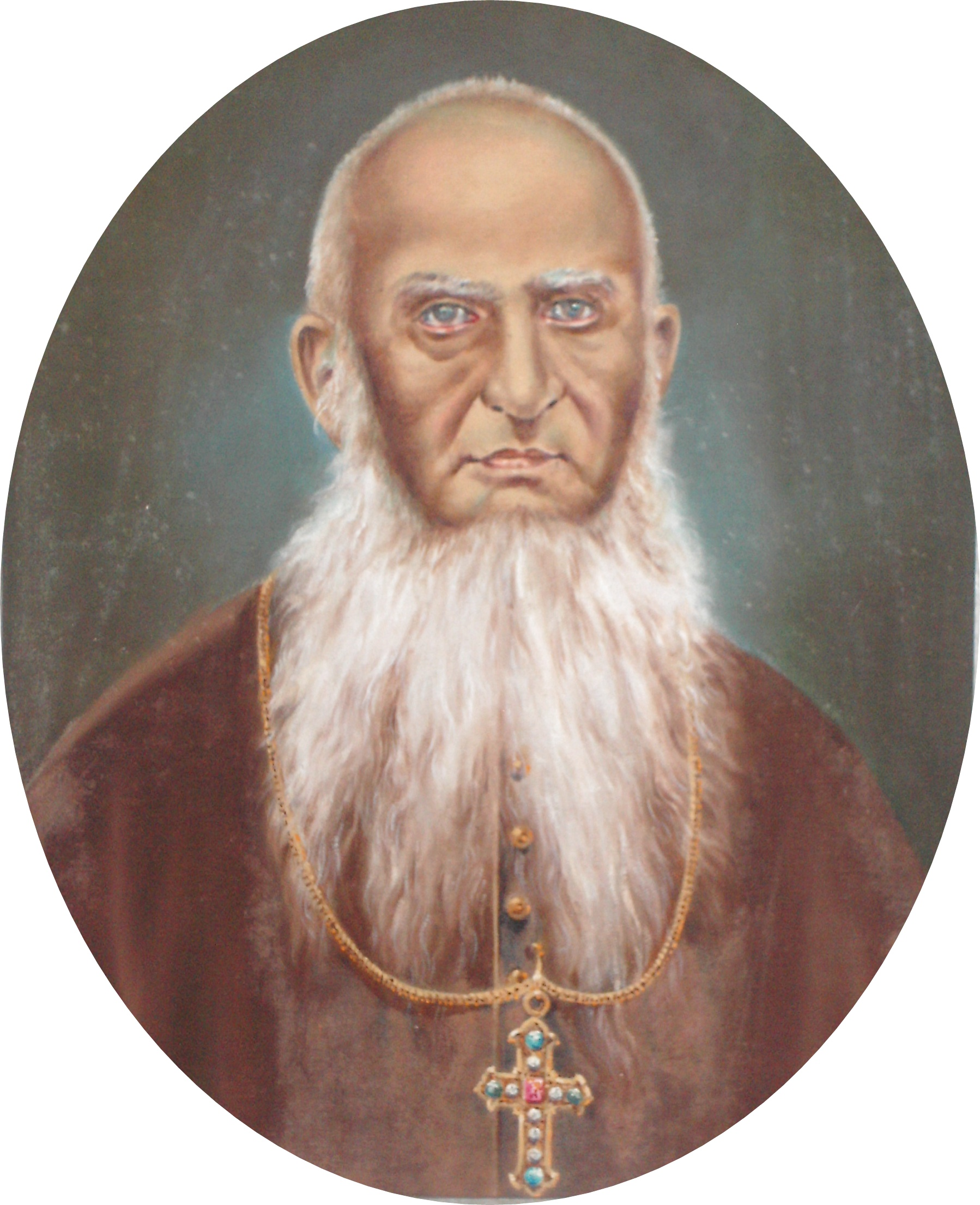
Bisbe Borgna

- Filetus fl. 451[18]

### Bisbes titulars romans
- Jean Baptiste Gillis (3 d'agost de 1729 nomenat - 1 de desembre de 1736 mort)[19]
- Charles Alexandre d'Arberg et de Valengin (31 d'agost de 1767 nomenat - 19 de desembre de 1785 confirmat, bisbe d'Ypres (Ieper))
- Godefroid Philippe Joseph de La Porte, (29 de novembre de 1790 nomenat - 9 d'agost de 1796 succeït, arquebisbe de Naxos)
- Miguel Joaquín Matías Suárez, (20 de desembre de 1802 nomenat - 2 de maig de 1831 mort)
- Franz Großmann (Grossmann) (17 de juny de 1844 nomenat - 5 de maig de 1852 mort)
- Ireneus Frederic Baraga (29 de juliol de 1853 nomenat - 9 de gener de 1857 nomenat bisbe de Sault Sainte Marie, Michigan)
- Józef Twarowski (3 d'agost de 1857 nomenat - 19 de gener de 1868 mort)
- Ildefonso Giovanni Battista Borgna, (24 de maig de 1871 nomenat - 14 de desembre de 1886 nomenat arquebisbe titular de Marcianopolis)
- Heinrich Feiten (nomenat el 20 de setembre de 1887 - mort el 17 de febrer de 1892)
- Ignacio Ibáñez, (4 de maig de 1893 nomenat - 14 d'octubre de 1893 mort)
- Pio Gaetano Secondo Stella (nomenat el 22 de desembre de 1893 - mort el 21 de setembre de 1927)
- Gabriele Perlo, (nomenat el 22 de desembre de 1927 - mort el 26 de setembre de 1948)
- Charles Dauvin, (9 de desembre de 1948 nomenat - 28 de desembre de 1948 mort)
- Baltasar Álvarez Restrepo † (Nomenat el 7 de maig de 1949 – Nomenat el 18 de desembre de 1952, Bisbe de Pereira)
- Luigi Cicuttini (6 d'abril de 1953 nomenat - 30 de novembre de 1956 nomenat bisbe de Città di Castello)[20]
- Antonin Fishta, (nomenat el 17 de desembre de 1956 - mort el 12 de gener de 1980)[21]